# کالج فرماندهی و ستاد اسرائیل
کالج فرماندهی و ستاد اسرائیل (انگلیسی: Command and Staff College) دانشگاه نظامی و یک دوره برای آموزش افسران ارشد نیروهای دفاعی اسرائیل است. این کالج در ۳۱ مه ۱۹۵۴ تأسیس شد.
در اواسط دهه ۱۹۸۰، آمار جمع‌آوری‌شده نشان داد که تعداد قابل توجهی از افسران ارشد توجه کمی به این نوع مطالعه دارند. این امر، همراه با کاستی‌های آموزش نظامی که در طول جنگ لبنان در سال ۱۹۸۲ آشکار شد، منجر به مجموعه‌ای از سازماندهی‌های مجدد شد که تا دهه ۲۰۱۰ ادامه یافت.
در سال ۱۹۹۱، تمام کالج‌های نظامی، در واحد کالج‌های نظامی ارتش اسرائیل تحت نظر ستاد کل نیروهای دفاعی اسرائیل ادغام شدند.
در سال ۲۰۰۴، تصمیم گرفته شد که یک دوره فرماندهی و ستاد نیز برای نیروی هوایی اسرائیل اضافه شود. در نهایت، این دو دوره در یک دوره واحد (به نام شارون افک) ادغام شدند که برای فرماندهان و افسران ستاد با درجه سرهنگ دوم و بالاتر از تمام شاخه‌های نظامی در نظر گرفته شده بود.